# Sheppard West (métro de Toronto)
Sheppard West, anciennement Downsview, est une station de la ligne 1 Yonge-University du métro, de la ville de Toronto en Ontario au Canada.

## Situation sur le réseau
Établie en souterrain, la station Sheppard West de la ligne 1 Yonge-University, précède la station Downsview Park, en direction du terminus Vaughan Metropolitan Centre, et elle est précédée par la station Wilson, en direction du terminus Finch.

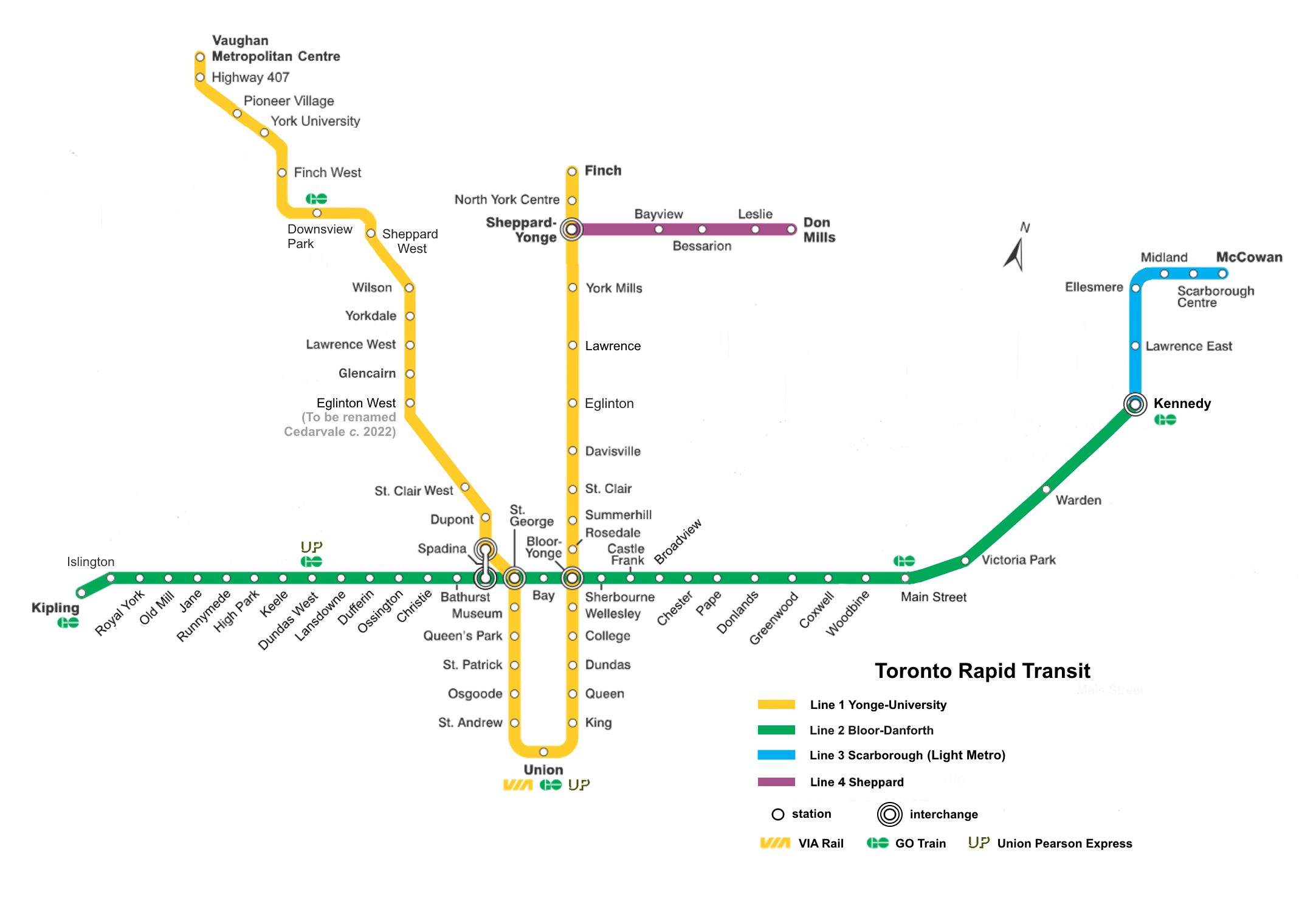
Plan du métro de Toronto (2018).

## Histoire
La station, alors dénommée Downsview, est inaugurée le 30 mars 1996. Elle est renommée  Sheppard West le 7 mai 2017.

## Services aux voyageurs

### Accès et accueil
La station dispose d'ascenseurs, elle est accessible aux personnes à mobilité réduite.

### Desserte
Le rythme du passage des rames est : toutes les 2 à 3 minutes aux heures de pointe et 4 à 5 minutes en heures creuses.

### Intermodalité
Elle est desservie par les bus des lignes : 84 Sheppard West, 101 Downsview Park, 104 Faywood, 105 Dufferin North, 106 Sentinel, 107 St Regis, 108 Driftwood et 117 Alness-Chesswood.

## Art public
Il y a trois œuvres d'art public dans la station, deux sculptures à l'extérieur et une murale très grande à l'intérieur.
|  |

La sculpture intitulée « Boney Bus » (Bus osseux), qui représente la forme d'un bus en caricature, se trouve dehors l'entrée principale, près des espaces de stationnement vélos. Fait en aluminium et basalte, elle est créée par l'artiste John McKinnon en 2000.
|  |

La murale, créé en 1994 par l'artiste Arlene Stamp et intitulée Sliding Pi (Pi glissant), couvre quasiment tous les murs de l'intérieur de la station, sauf ceux du niveau de la rue et celui du niveau du quai en direction sud. Au niveau du hall on trouve une plaque explicative qui précise que l'œuvre représente le numéro π.
|  |

Une autre œuvre sculpturale, installée en 2021 près d’une issue de secours, se trouve à l'extérieur de l'entrée Sheppard Avenue North Side. Intitulée « Dodecadandy » (qui signifie « dent-de-lion en forme un dodécaèdre »), ces sculptures sont créées par Jennifer Marman et Daniel Borins.

## À proximité
- Parc Downsview